# フソバクテリウム門
フソバクテリウム門（Fusobacteriota）は、細菌の門である。系統的に特殊な位置にあり、この門のみでフソバクテリウム界（Fusobacteriati）を構成する。
代謝や形態はそれほど多様ではなく、ほぼ全種が桿菌、全種が偏性嫌気性の従属栄養生物である。大半が動物の消化器官に寄生する。一部は人の腸管や口腔に存在し、さらにこの中の一部は病原性を示す。感染性のもの以外としては、嫌気性の海底泥中などから分離された種も存在する。2013年現在、2科9属33種が属している。

## 分類
- フソバクテリウム門/Fusobacteriota
  - フソバクテリウム綱/Fusobacteriia 
    - フソバクテリウム目/Fusobacteriales 
      - フソバクテリウム科/Fusobacteriaceae 
        - Cetobacterium - Fusobacterium - Ilyobacter - Propionigenium - Psychrilyobacter

      - レプトトリキア科/Leptotrichiaceae 
        - Leptotrichia - Sebaldella - Sneathia - Streptobacillus